# Napoléon Joseph Charles Paul Bonaparte
Napoléon Joseph Charles Paul Bonaparte, ("Plon-Plon"), född 9 september 1822, död 17 mars 1891; var son till Jérôme Bonaparte och Katharina av Württemberg.
Efter en händelserik uppväxt blev han 1848 invald som representant för Korsika i den franska nationalförsamlingen, där han anslöt sig till den yttersta vänstern. Efter statskuppen i december 1851 fick han såväl prinstitel som plats i senaten och kabinettet. Hans förhållande till sin kusin kejsaren var dock i allmänhet kyligt. Under Krimkriget deltog Bonaparte som general, men gjorde ingen betydande insats, och öknamnet "Plon-plon" förskriver sig från den här tiden.
1859 gifte han sig med prinsessan Marie-Clothilde av Savojen (född 1843, död 1911), dotter till kung Viktor Emanuel II av Italien. Ett olyckligt äktenskap, som slutligen ledde till att makarna separerade 1870.
Sedan Napoleon III störtats utvisades han, men fick återvända 1873 och invaldes tre år senare i deputeradekammaren, där han inledde en hätsk kampanj mot de konservativa och klerikala partierna.
Efter arvprinsen Louis Napoleon Bonaparte, Napoleon IV:s död 1879, proklamerade han sig som tronpretendent, men godtogs ej av de konservativa bonapartisterna, som föredrog hans son, Victor.
Han utvisades 1886 och var därefter bosatt i Schweiz.
Barn:
1. Victor Jérôme Bonaparte (1862–1926)
2. Napoleon Louis (1864–1932; rysk generallöjtnant)
3. Letizia (1866–1922; gift med hertigen av Aosta)